# 思美人
思美人是《楚辭·九章》的其中一篇，屈原作。洪興祖認為「此章言己思念其君，不能自達，然反觀初志，不可變易，益自修飭，死而後已也」（《楚辭補注》）。但學者對於屈原思念那一位君主看法有所不同。王逸認為「思美人」即是思念楚懷王，而王夫之則認為「美人」指的是楚襄王（《楚辭通釋》）。此篇表達了詩人對於楚王的忠貞，希望楚王可以厲精求治。